# Ківанна (Індіана)
Ківанна (англ. Kewanna) — місто (англ. town) в США, в окрузі Фултон штату Індіана. Населення — 576 осіб (2020).

## Географія
Ківанна розташована за координатами 41°1′9″ пн. ш. 86°24′45″ зх. д. / 41.01917° пн. ш. 86.41250° зх. д. (41.019274, -86.412473).  За даними Бюро перепису населення США в 2010 році місто мало площу 1,37 км², уся площа — суходіл.

## Демографія
Згідно з переписом 2010 року, у місті мешкало 613 осіб у 251 домогосподарстві у складі 149 родин. Густота населення становила 446 осіб/км².  Було 283 помешкання (206/км²).
Расовий склад населення:
| - 96,2 % — білих - 1,1 % — чорних або афроамериканців - 0,3 % — корінних американців - 0,2 % — азіатів |

До двох чи більше рас належало 2,0 %. Частка іспаномовних становила 2,1 % від усіх жителів.
За віковим діапазоном населення розподілялося таким чином: 28,4 % — особи молодші 18 років, 58,4 % — особи у віці 18—64 років, 13,2 % — особи у віці 65 років та старші. Медіана віку мешканця становила 35,2 року. На 100 осіб жіночої статі у місті припадало 92,8 чоловіків;  на 100 жінок у віці від 18 років та старших — 95,1 чоловіків також старших 18 років.
Середній дохід на одне домашнє господарство  становив 40 136 доларів США (медіана — 30 391), а середній дохід на одну сім'ю — 45 240 доларів (медіана — 33 571). За межею бідності перебувало 27,1 % осіб, у тому числі 38,0 % дітей у віці до 18 років та 13,8 % осіб у віці 65 років та старших.
Цивільне працевлаштоване населення становило 329 осіб. Основні галузі зайнятості: виробництво — 52,9 %, науковці, спеціалісти, менеджери — 9,1 %, освіта, охорона здоров'я та соціальна допомога — 8,8 %, будівництво — 8,8 %.